# 国際科学技術センター
国際科学技術センター(こくさいかがくぎじゅつセンター 英語:International Science and Technology Center, ISTC ロシア語: Международный научно-технический центр,МНТЦ )とは、冷戦終結、ソビエト連邦の崩壊にともなう、核をはじめとする大量破壊兵器技術の拡散を防ぐことを目的に、ロシアに設立された国際機関である。

## 概要
冷戦が終了するにあたり、核兵器、化学兵器、生物兵器、そしてミサイルといった大量破壊兵器技術の技術者が不要となり、ソビエト連邦の崩壊による経済的困難から、それらの国々の技術者に職を与えることが出来ずに、いわゆるならずもの国家へ大量破壊兵器の技術を持って職を求める危険性が出て来た。これに対して、平和目的の研究プロジェクトを支援するために設立された機関である。
2017年にロシアが離脱し、本部はモスクワからカザフスタンのアスタナへ移った。現在におけるセンターの所在地はナザルバエフ大学である。

## 参加国

### 支援国
- 日本
- アメリカ合衆国
- ノルウェー
- 韓国（大韓民国）
- カナダ
- 欧州連合

※ロシア連邦は被支援国でもあり現物出資を行っていたが、離脱した。

### 被支援国
- カザフスタン
- アルメニア
- ジョージア
- キルギス
- タジキスタン

※現在ではベラルーシも離脱している